# Verch-Usugli
Verch-Usugli (in russo Верх-Усугли?) è un villaggio della Russia, centro amministrativo del distretto Tungokočenskij nel Territorio della Transbajkalia.
Il villaggio si trova 320 km a nord-est di Čita.